# Березавец (Себежский район)
Березавец — опустевшая деревня в Себежском районе Псковской области России. Входит в состав городского поселения Идрица. Фактически урочище.

## География
Находится на юго-западе региона, в южной части района, в лесной местности около озера Среднее.
Уличная сеть не развита.

### Климат
умеренно-континентальный влажный.
Величина суммарной солнечной радиации достигает 78-88 ккал на 1 см² в год. Среднегодовая температура воздуха составляет +4,8 °C. Наиболее холодным месяцем является январь со среднемесячной температурой −7,5 °C. Самый жаркий месяц — июль со среднемесячной температурой +17,4 °C. За год выпадает в среднем 602 мм осадков, причем основная часть в теплый период с апреля по октябрь — 425 мм. Средняя относительная влажность воздуха наиболее холодного месяца — 84 %, наиболее теплого — 77 %, среднегодовая относительная влажность воздуха в — около 80 %. Снежный покров появляется во второй декаде ноября, сходит — в первой декаде апреля. Высота снежного покрова не превышает 24 см.

## История
В 1802—1924 годах земли поселения Березовец входили в состав Псковской губернии.
В 1941—1944 гг. местность находилась под фашистской оккупацией войсками Гитлеровской Германии.
До 1995 года деревня входила в Бояриновский сельсовет. Постановлением Псковского областного Собрания депутатов от 26 января 1995 года все сельсоветы в Псковской области были переименованы в волости и деревня стала частью Бояриновской волости.
В 2015 году Бояриновская волость, вместе с населёнными пунктами, в их числе и Березавец, была влита в состав городского поселения Идрица.

## Население
| 2001 | 2002 | 2010 |
| ---- | ---- | ---- |
| 1    | ↘0   | →0   |

## Инфраструктура
Было личное подсобное хозяйство.

## Достопримечательность
Возле деревни находятся два объекта культурного наследия федерального значения, памятники археологии: в 0,6 км к северо-востоку от деревни — городище 2 половины 1 тысячелетия до н. э. — 1 тысячелетия н. э., в 2 км к северо-северо-западу от деревни выявлен курган 2 половины 1 тысячелетия н. э. (Постановление Псковского областного Собрания депутатов от 30.01.1998 № 542 «Об утверждении государственного списка недвижимых памятников истории и культуры, подлежащих охране как памятники местного значения»).

## Транспорт
Деревня была доступна по просёлочной дороге.